# Ilex sumatrana
Ilex sumatrana är en järneksväxtart som beskrevs av Ludwig Eduard Loesener. Ilex sumatrana ingår i släktet järnekar, och familjen järneksväxter. Inga underarter finns listade i Catalogue of Life.